# Stanisław Sunderland
Stanisław Józef Sunderland, (ur. 8 października 1847 w Pińczowie, zm. 9 lipca 1912 w Siedlcach) – adwokat, pedagog, działacz społeczny, polski poseł do rosyjskiej II Dumy Państwowej.

## Życiorys
Urodził się w rodzinie żydowskiej. Syn Filipa (ok. 1814-1891), właściciela fabryki w Iłży, i Rozalii z domu Szancer, wnuk Lewiego Seliga Sunderlanda. Stryjecznym bratem Stanisława był Seweryn Salomon Sunderland (syn Rudolfa, jego siostra Emma była matką poety Bolesława Leśmiana). 
Stanisław Sunderland ukończył szkołę średnią w Piotrkowie (1865), następnie Wydział Prawny Szkoły Głównej Warszawskiej (1870) i po odbyciu aplikacji osiadł jako patron (adwokat) w Siedlcach (1872), gdzie następnie został adwokatem przysięgłym, prowadząc od 1876 aż do śmierci własną kancelarię. W 1890 znalazł się w gronie założycieli siedleckiego Towarzystwa Kredytowego Miejskiego. Przewodniczył także utworzeniu polskiego gimnazjum w Siedlcach (1906), w którym przez kilka następnych lat uczył elementów prawa. 
W maju 1906 nieskutecznie kandydował do I Dumy Państwowej. W lutym 1907 zdobył mandat do II Dumy z ramienia Polskiej Partii Postępowej. Kierował komitetem pomocy dla ofiar pogromu Żydów przez wojsko rosyjskie w 1906 roku i interpelował w tej sprawie do Dumy. Po rozwiązaniu Dumy kontynuował praktykę prawniczą i pracował społecznie. 
Pochowany w Siedlcach w kwaterze protestanckiej na tamtejszym cmentarzu. 
W 1891 wraz z żoną i dziećmi przyjął kalwinizm. Dziećmi Stanisława i Cecylii z Rozengartów (1859-1934) był fotograf Jan Sunderland (1891-1979) oraz Maria Stefania Kiełczewska i Zofia Walentyna Swierczewska.